# Elezioni legislative nei Paesi Bassi del 1929
Le elezioni legislative nei Paesi Bassi del 1929 si tennero il 3 luglio per il rinnovo della Tweede Kamer.

## Risultati
| Liste                                       | Voti      | %     | Seggi |
| ------------------------------------------- | --------- | ----- | ----- |
| Partito Romano-Cattolico di Stato           | 1 001 589 | 29,64 | 30    |
| Partito Socialdemocratico dei Lavoratori    | 804 714   | 23,81 | 24    |
| Partito Anti-Rivoluzionario                 | 391 832   | 11,59 | 12    |
| Unione Cristiana-Storica                    | 354 548   | 10,49 | 11    |
| Partito Liberale di Stato                   | 249 105   | 7,37  | 8     |
| Lega Libero-Democratica                     | 208 979   | 6,18  | 7     |
| Partito Politico Riformato                  | 76 709    | 2,27  | 3     |
| Partito Comunista dei Paesi Bassi           | 67 541    | 2,00  | 2     |
| Partito di Mezzo per la Città e la Campagna | 39 955    | 1,18  | 1     |
| Partito Riformato di Stato                  | 35 931    | 1,06  | 1     |
| Lega dei Contadini                          | 34 805    | 1,03  | 1     |
| Partito Popolare Romano-Cattolico           | 23 804    | 0,70  | –     |
| Unione Federativa                           | 17 509    | 0,52  | –     |
| Unione Cristiano-Democratica                | 12 780    | 0,38  | –     |
| Altri <0,35%                                | 59 702    | 1,77  | –     |
| Totale                                      | 3 379 503 | 100   | 100   |